# Trattato segreto di Dover

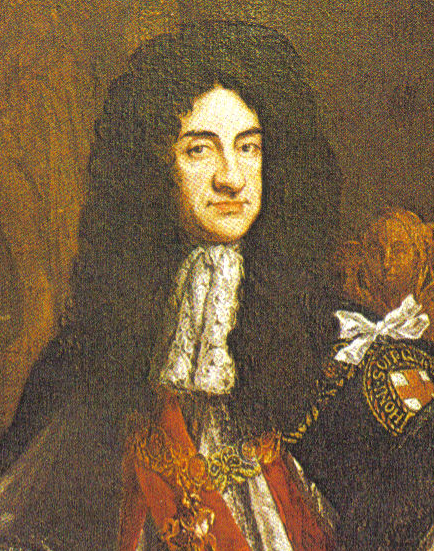
Carlo II

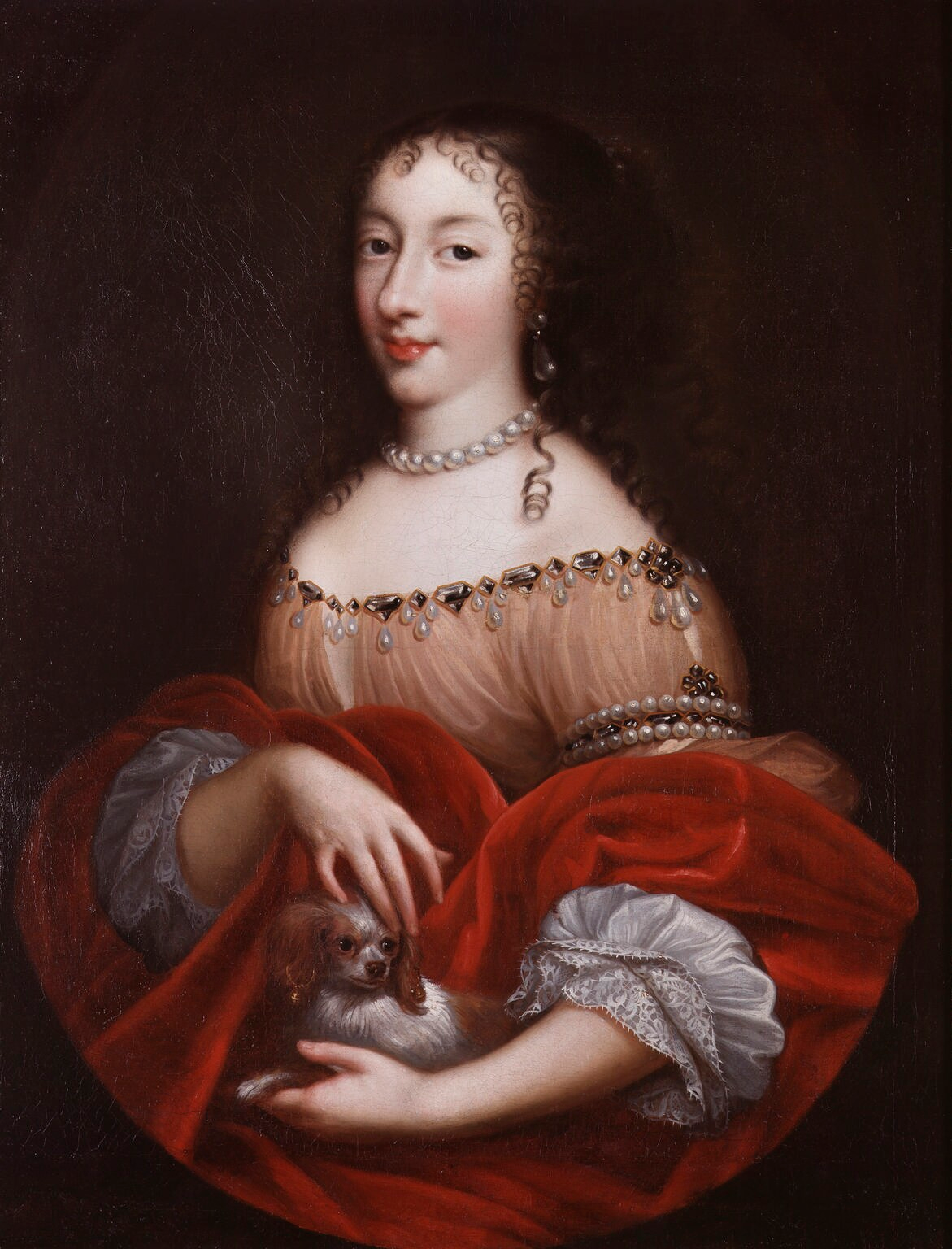
Enrichetta Anna d'Inghilterra

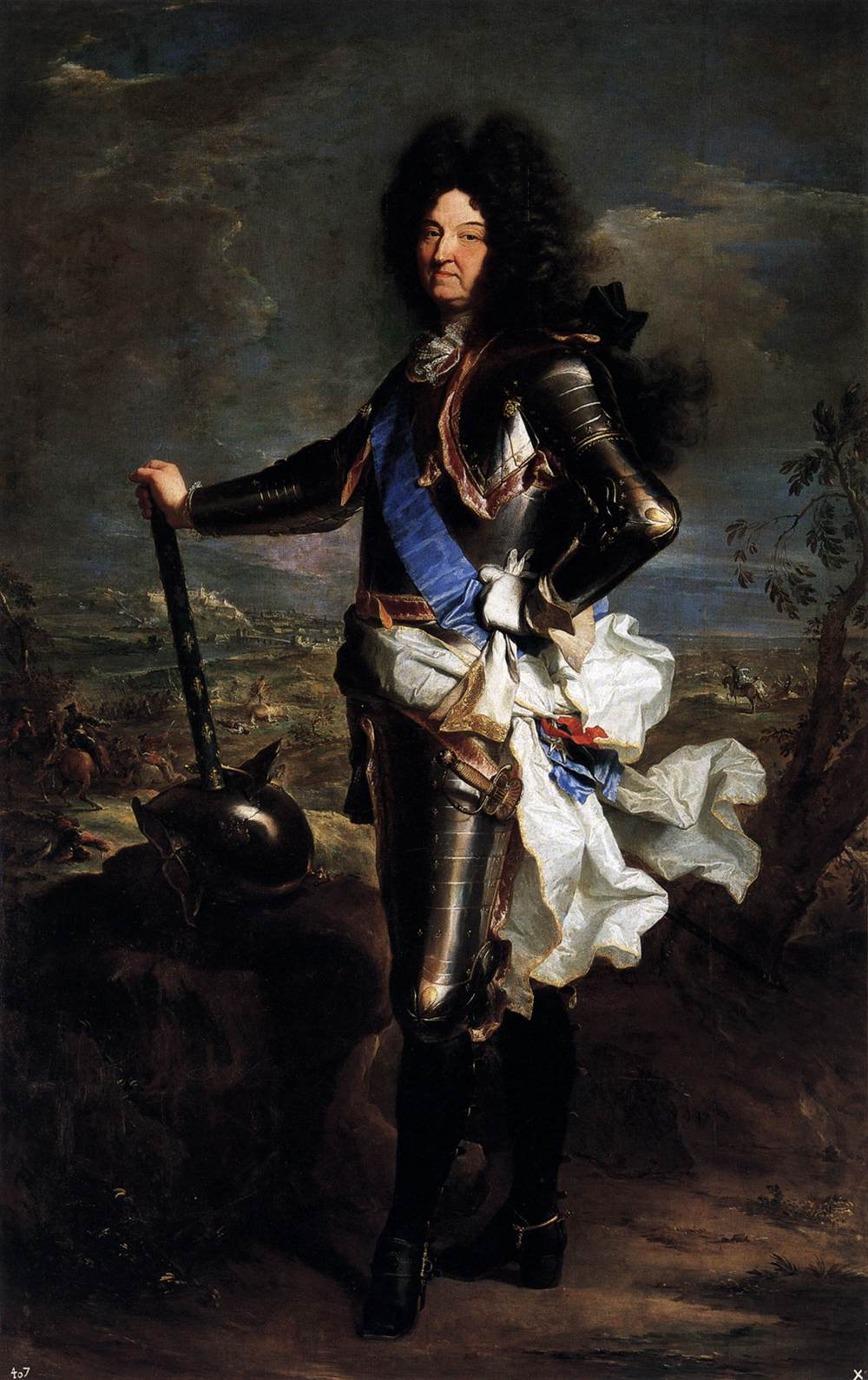
Luigi XIV

Il trattato segreto di Dover o anche trattato di Dover, fu un accordo di alleanza tra Gran Bretagna e Francia firmato a Dover il 1º giugno 1670, che rese possibile a Luigi XIV di Francia il dar corso alla guerra d'Olanda (1672 – 1678). 

## Storia
Secondo il trattato, il re d'Inghilterra Carlo II avrebbe dovuto soccorrere militarmente le truppe francesi coinvolte in scontri con le Province Unite, mentre il re Luigi XIV avrebbe dovuto aiutare il cugino a far avvicinare il popolo inglese al cattolicesimo romano, religione avversata in territorio inglese sin dal regno di Enrico VIII. 
La terza guerra anglo-olandese fu l'immediata conseguenza della stipula del trattato. Quando Carlo sospese le leggi contro i nonconformisti promulgarono una "dichiarazione d'indulgenza", il Parlamento approvò il Test Act, una legge che obbligava ogni persona impiegata in ambito pubblico a prendere i sacramenti secondo il rito anglicano e sottoscrivere un anatema contro la transustanziazione, nonché a giurare fedeltà alla monarchia e alla Chiesa di Stato.

## Personaggi coinvolti
- Luigi XIV di Borbone, re di Francia;
- Carlo II Stuart, re d'Inghilterra;
- Enrichetta Anna Stuart, sorella di Carlo e moglie di Filippo I di Borbone-Orléans, fratello di Luigi XIV.